# Horizon 2000
Cosmic Vision
Horizon 2000 est le programme scientifique de l'Agence spatiale européenne pour la période 1985-2000. Lancé en 1985 pour que l'agence spatiale dispose d'un plan  à long terme, il comprend à l'origine quatre missions dites « pierres angulaires » — SOHO/Cluster, XMM-Newton, Rosetta et FIRST (rebaptisé plus tard Herschel) — destinées à faire progresser de manière importante les connaissances scientifiques ainsi que plusieurs missions moins couteuses telles que le satellite Hipparcos, la sonde spatiale Ulysses, le télescope spatial ISO et l'atterrisseur Huygens de la mission Cassini-Huygens, et International Gamma-Ray Astrophysics Laboratory (INTEGRAL). Il est prolongé pour les missions scientifiques opérationnelles sur la période 2006-2015 par le programme Horizon 2000+ puis par le programme Cosmic Vision qui couvre la période 2015-2025.

## Genèse
En 1983, le programme scientifique de l'Agence spatiale européenne (ESA) traverse une grave crise financière. La part budgétaire relativement réduite qui lui a été attribuée à la création de l'ESA (13 % du budget total) ne permet pas de faire face aux nombreux surcoûts qui touchent les différentes missions en préparation, occasionnant délais et annulations. Le physicien Roger Bonnet, nommé la même année à la tête du programme scientifique de l'agence, décide de modifier en profondeur la planification de cette activité en définissant une stratégie à long terme. Les bénéfices attendus sont :
- clarifier les engagements de l'agence spatiale vis-à-vis de la communauté scientifique ;
- permettre à la communauté scientifique comme à l'industrie spatiale de mieux se préparer aux futurs programmes requérant des avancées technologiques ;
- permettre une meilleure adéquation entre les ressources et les moyens financiers nécessaires.

La mise au point de ce plan à long terme est effectuée en plusieurs étapes : appel à propositions auprès de la communauté scientifique, évaluation technique et financière de celles-ci par l'agence spatiale et enfin étude par six groupes de travail thématiques constitués de personnalités scientifiques représentant les principales organisations scientifiques européennes comme l'Organisation européenne pour la recherche nucléaire (CERN), l'Observatoire européen austral (ESO) et la Fondation européenne de la science (ESF). Fin 1983 l'ESA reçoit 77 propositions de mission dont 35 dans le domaine des sciences du Système solaire et 33 touchent à  l'astronomie. Après dépouillement et à l'issue d'une dernière réunion qui a lieu à Venise les 30 mai et 1er juillet 1984 le programme scientifique de l'agence spatiale européenne, baptisé Horizon 2000, est figé pour les 20 années suivantes. Trois classes de mission sont identifiées en fonction de leur cout : les plus lourdes dites « pierres angulaires » représentent deux années du budget attribué aux missions scientifiques, la classe suivante 1 année, et la dernière 0,5 année. La réalisation du plan nécessite que le budget consacré aux sciences progresse entre 1985 et 1991 de 7 % passant de 130 MUC(environ 100 millions $ à l'époque)  à 200 MUC. Cette augmentation fait face à une forte opposition de la France et du Royaume-Uni et les pays membres de l'agence s'accorderont finalement sur une croissance annuelle du budget de 5 %.

## Les missionsHorizon 2000
| Mission                          | Pays impliqués en plus de l'ESA                | Sélection | Lancement                      | Fin                      | Statut   | Objectifs                                                     |
| -------------------------------- | ---------------------------------------------- | --------- | ------------------------------ | ------------------------ | -------- | ------------------------------------------------------------- |
| Hipparcos                        |                                                |           | 8 août 1989                    | 13 mai 1997              | Achevée  | Mesures de positions des étoiles                              |
| Ulysses                          | États-Unis                                     |           | 6 octobre 1990                 | 30 juin 2009             | Achevée  | Étude de l'héliosphère                                        |
| Infrared Space Observatory (ISO) | États-Unis                                     | 1983      | 17 novembre 1995               | 16 mai 1998              | Achevée  | Étude des rayons infrarouges                                  |
| SoHO                             | États-Unis                                     | 1984      | 2 décembre 1995                | 31 décembre 2025 (prévu) | En cours | Observation du Soleil                                         |
| Cassini-Huygens (M1)             | États-Unis                                     | 1988      | 15 octobre 1997                | 14 janvier 2005          | Achevée  | Atterrissage sur Titan                                        |
| XMM-Newton                       |                                                | 1995      | 10 décembre 1999               | 31 décembre 2025 (prévu) | En cours | Étude des rayons X                                            |
| Cluster                          |                                                | 1984      | 16 juillet 2000 et 9 août 2000 | 31 décembre 2022 (prévu) | En cours | Étude de la magnétosphère terrestre                           |
| INTEGRAL (M2)                    | États-Unis, Russie Pologne, République tchèque | 1993      | 17 octobre 2002                | 31 décembre 2022 (prévu) | En cours | Étude des rayons gamma et X                                   |
| SMART-1                          |                                                |           | 27 septembre 2003              | 2 septembre 2006         | Achevée  | Étude de la Lune                                              |
| Rosetta                          |                                                | 1993      | 2 mars 2004                    | 30 septembre 2016        | Achevée  | Étude d'une comète, atterrissage sur une comète               |
| Herschel Ancien nom : FIRST      |                                                | 1986      | 14 mai 2009                    | 17 juin 2013             | Achevée  | Observation de l'Univers « froid » dans l'infrarouge lointain |
| Planck (M3)                      | États-Unis                                     | 1995      | 14 mai 2009                    | 23 octobre 2013          | Achevée  | Étude du fond diffus cosmologique                             |

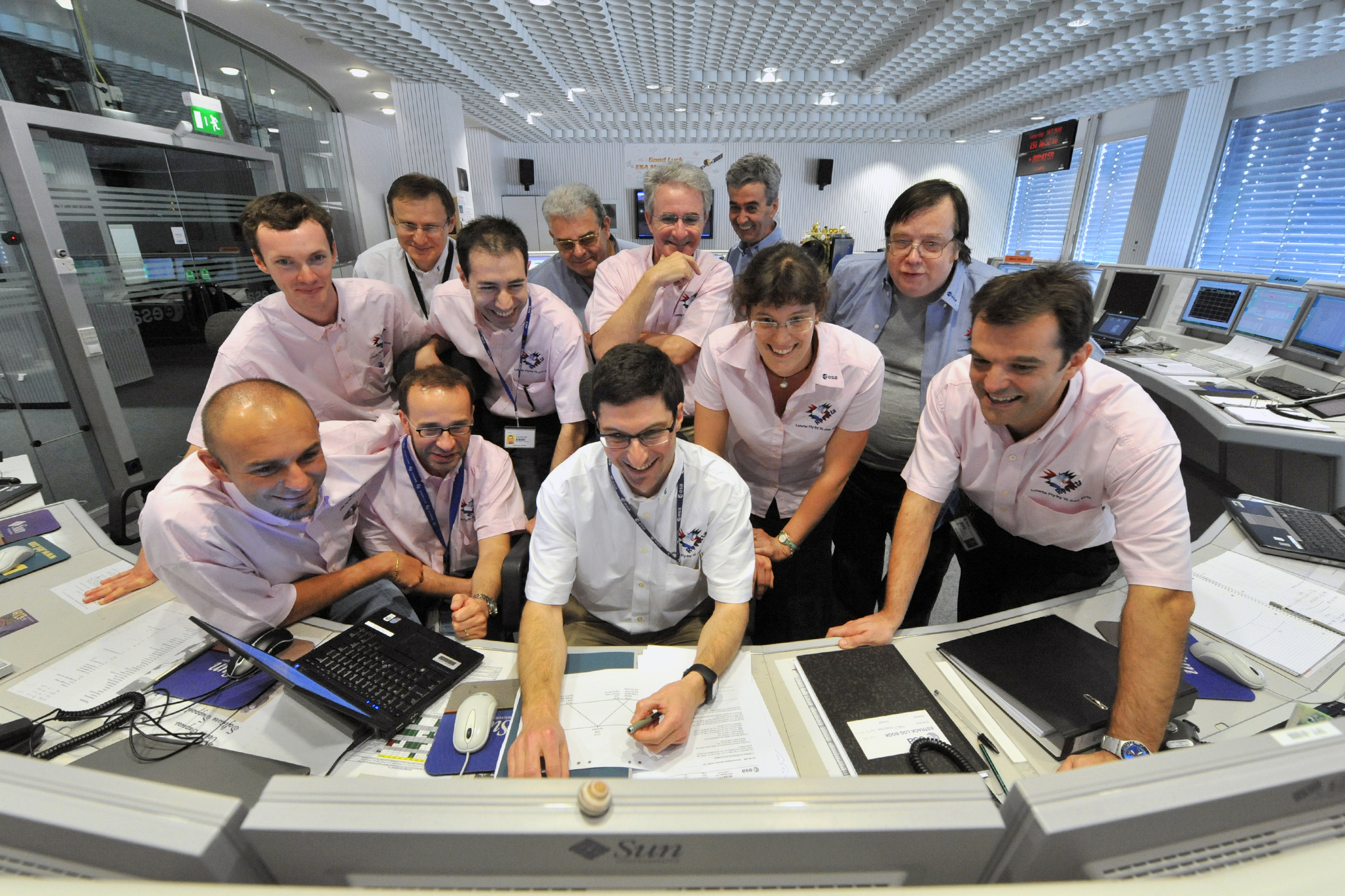
L'équipe de l'ESA chargée du contrôle de vol de la mission Rosetta.

Deux des missions « pierres angulaires »  du programme Horizon 2000 reflètent la position acquise par l'Europe dans le domaine de l'astronomie spatiale à travers les instruments européens COS-B et EXOSAT, allemand Rosat, italien Beppo-SAX et français Sigma : XMM-Newton est un observatoire rayons X et FIRST (Far Infrared and Sub-millimetre Telescope) un observatoire infrarouge qui sera rebaptisé plus tard Herschel. Deux autres pierres angulaires sont consacrées à l'étude du Système solaire : la paire  SoHO/Cluster chargée d'étudier le Soleil et le plasma et  la sonde Rosetta chargée de faire une étude in situ d'une comète. Les missions de taille moyenne retenues comprennent les missions scientifiques déjà en cours de développement au moment de la mise en place d'Horizon 2000 : HIPPARCOS, ISO, Ulysses développée avec la NASA et lancée en 1990 chargée de l'étude in situ des régions voisines du Soleil, Giotto ainsi que la contribution européenne au télescope spatial Hubble. Cinq missions de taille moyenne restant à sélectionner. Enfin les missions à faible coût comprennent des participations à des programmes internationaux, le développements d'expériences récupérables destinées à la plateforme Eureca embarquée à bord de la navette spatiale américaine ainsi que de petits satellites.
En 1993 l'observatoire gamma INTEGRAL est sélectionné pour poursuivre l’œuvre des télescopes américain Compton Gamma-Ray Observatory et russe Gamma.

## La suite du programme: le programmeHorizon 2000+
| Mission                 | Pays impliqués en plus de l'ESA | Sélection | Lancement        | Fin                                                 | Statut                         | Objectifs                                                                                   |
| ----------------------- | ------------------------------- | --------- | ---------------- | --------------------------------------------------- | ------------------------------ | ------------------------------------------------------------------------------------------- |
| Gaia                    |                                 | 1995      | 19 décembre 2013 | 31 décembre 2025 (prévu)                            | En cours                       | Mesure de la position, de la distance et du mouvement des étoiles (successeur de Hipparcos) |
| BepiColombo             | Japon                           | 1995      | 19 octobre 2018  | 1 an après son arrivée sur place (mission primaire) | En transit jusqu'à la fin 2025 | Étude de Mercure                                                                            |
| LISA Pathfinder SMART-2 |                                 | 2000      | 3 décembre 2015  | 17 juillet 2017                                     | Achevée                        | Démonstrateur technologique pour la mesure des ondes gravitationnelles                      |
| Mars Express            |                                 | 2000      | 2 juin 2003      | 31 décembre 2022 (prévu)                            | En cours                       | Étude de Mars                                                                               |
| Venus Express           |                                 | 2001      | 9 novembre 2005  | 16 décembre 2014                                    | Achevée                        | Étude de Vénus                                                                              |

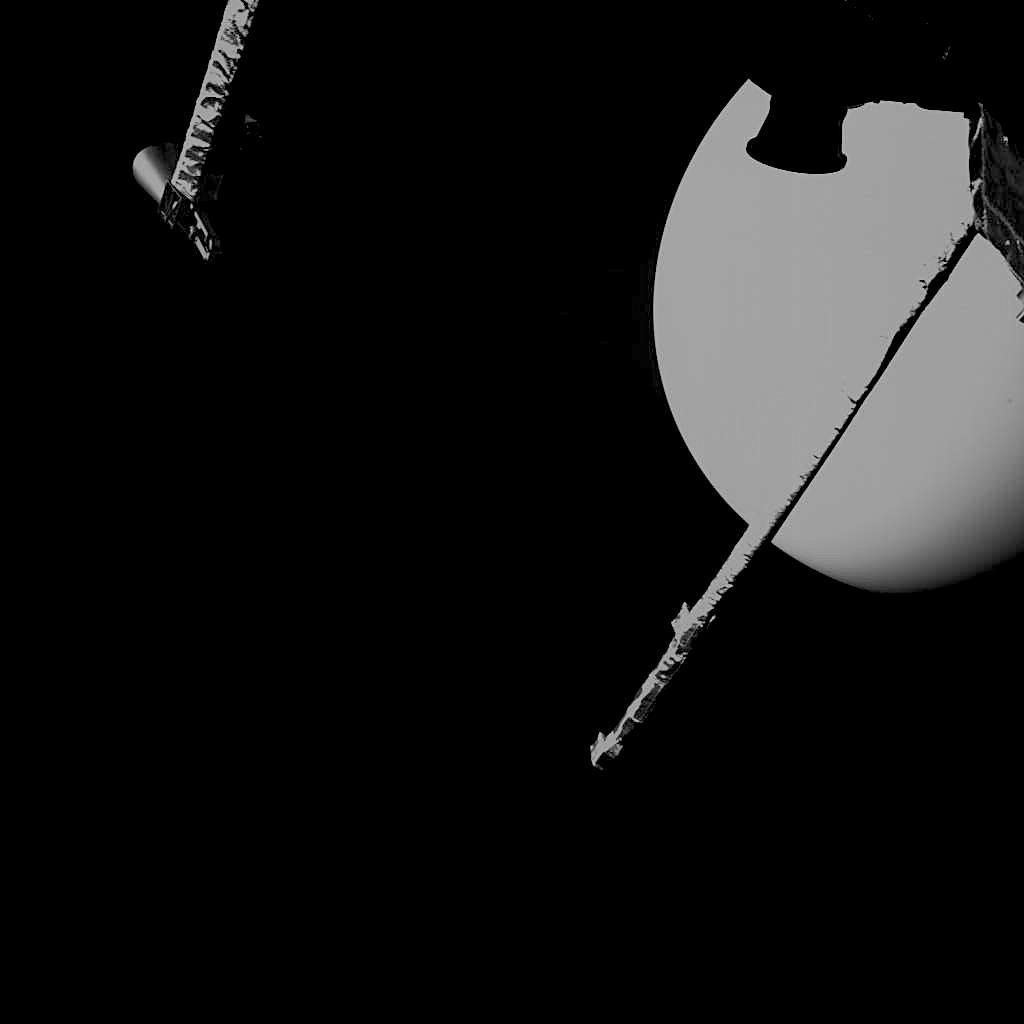
Vénus prise en photo par la sonde BepiColombo (dernière mission du programme) durant son transfert vers Mercure en 2020.

En octobre 1993, l'Agence spatiale européenne lance un appel à propositions pour la suite du programme Horizon 2000, baptisée Horizon 2000+, qui porte sur des missions qui doivent être opérationnelles au cours de la période 2006-2017. La sélection est officialisée en 1995. Trois missions lourdes sont retenues : une mission d'exploration planétaire à destination de la planète Mercure qui sera baptisée BepiColombo, une mission d'astrométrie qui doit succéder à Hipparcos (Gaia) et un observatoire gravitationnel (LISA Pathfinder). Entre deux et quatre missions moyennes au coût plafonné à 176 millions € sont également prévues. Un budget de 1,896 milliard € doit être dégagé pour le développement de ces projets sur la période 2000-2006. Dans le cadre de ce programme, l'ESA donne son feu vert en 2000 pour trois nouveaux développements : la mission Mars Express qui doit étudier Mars depuis l'orbite, un observatoire solaire qui doit remplacer SOHO et Ulysses et  une participation au télescope américain American Next Generation Space Telescope qui deviendra le JWST. Une mission de recherche d'exoplanètes, baptisée Eddington, est mise à l'étude mais pas financée.
Fin 2001, l'ESA traverse une grave crise financière et l'augmentation annuelle planifiée du budget consacré aux missions scientifiques est ramenée de 4 à 2,5 % ce qui entraîne une diminution de 500 millions € des fonds disponibles pour le programme. Celui-ci est refondu : la durée de développement des missions est allongée, l'organisation est simplifiée et les marges sont réduites. Le programme résultant est rebaptisé Horizon Cosmic. Le programme Horizon s'achève avec la création du programme Cosmic Vision qui est mis sur pied en 2004 et qui couvre la période 2015-2025.